# Welcome (Carolina del Sur)
Welcome es un lugar designado por el censo ubicado en el condado de Greenville, en el estado estadounidense de Carolina del Sur. La localidad en el año 2000 tiene una población de 6.390 habitantes en una superficie de 12 km², con una densidad poblacional de 534.6 personas por km². 

## Geografía
Welcome se encuentra ubicado en las coordenadas 34°49′20″N 82°26′54″O / 34.82222, -82.44833. Según la Oficina del Censo, el pueblo tiene un área total de 12 km² (4,6 mi²), de la cual 12 km² (4,6 mi²) es tierra y 0 km² (0 mi²) (0.0%) es agua.

### Localidades adyacentes
El siguiente diagrama muestra a las localidades en un radio de 8 kilómetros (5 mi) de Welcome.

## Demografía
En el 2000 la renta per cápita promedia del hogar era de $31.851, y el ingreso promedio para una familia era de $39.531. El ingreso per cápita para la localidad era de $17.451. En 2000 los hombres tenían un ingreso per cápita de $31.086 contra $22.368 para las mujeres. Alrededor del 10.9% de la población estaba bajo el umbral de pobreza nacional. 